# Rue Van Dyck (Bruxelles)
Pour les articles homonymes, voir Rue Van Dyck.
La rue Van Dyck (en néerlandais : Van Dyckstraat) est une rue bruxelloise de la commune de Schaerbeek qui va de la chaussée de Haecht à la rue Josaphat.

## Histoire et description
Elle porte le nom du peintre belge Antoine van Dyck, né à Anvers en 1599 et décédé à Londres en 1641. La rue s'appelait précédemment rue des Jardins.
Il s'agit d'une rue à sens unique, accessible uniquement par la rue Josaphat, mais à double sens pour les cyclistes (Sul).

## Adresses notables
- no 14 : ancienne maison du peintre Rodolphe Wytsman (1884)
- nos 20-22 : jardin Van Dyck
- no 21 : ancienne maison du peintre Hubert Bellis